# Jörg Zink
Jörg Zink (* 22. November 1922 in Elm; † 9. September 2016 in Stuttgart) war ein deutscher evangelischer Theologe, Pfarrer, Publizist und einer der bekanntesten Sprecher der Friedens- und Ökologiebewegung.

## Biografie
Jörg Zink wurde 1922 auf dem Habertshof, einem christlichen Bruderhof bei Schlüchtern (Hessen), geboren. Er war ein Sohn der Eheleute Max Zink und Maria Zink, geb. Geiger. Schon früh starben seine Eltern (1925 und 1926). Nach dem Abitur am humanistischen Gymnasium in Ulm war er bei der Luftwaffe als Bordfunker eingesetzt. Am 8. März 1944 sah er auf dem Rückflug von einem Einsatz in Algier zum Fliegerhorst Istres aus der Flugzeug-Glaskuppel heraus im Rahmen einer existentiellen Erfahrung den, wie er es beschrieb, „Himmel meines Lebens“. Am 11. April 1944 überlebte er den Abschuss seines Flugzeuges durch britische Streitkräfte und kam 1945 in US-amerikanische Kriegsgefangenschaft. Er hatte als einer von dreien aus dem Geschwader von 400 Mann überlebt.
Nach seiner Freilassung studierte Zink Philosophie und Theologie an der Universität Tübingen, unter anderem bei Romano Guardini und Eduard Spranger. Von 1952 bis 1955 war er Repetent am Evangelischen Stift in Tübingen und wurde in dieser Zeit bei Helmut Thielicke in Hamburg zum Thema Der Kompromiß als ethisches Problem promoviert.
Nach zwei Jahren als Pfarrer in Esslingen am Neckar arbeitete er von 1957 bis 1961 als Direktor des Burckhardthauses in Gelnhausen, dem westdeutschen Schwerpunkt der Young Women’s Christian Association (YWCA); von dort pflegte er Kontakte zu den evangelischen Kirchen in der DDR. Fast zwanzig Jahre war Jörg Zink Fernsehbeauftragter der Württembergischen Landeskirche im Süddeutschen Rundfunk und sprach über hundertmal das Wort zum Sonntag in der ARD.
Die rund dreihundert von ihm verfassten religiösen Sachbücher erzielten eine Auflage von mehr als 17 Millionen Exemplaren, dazu kamen Auslandslizenzen in 20 Sprachen. Viel beachtet ist insbesondere seine Übersetzung des Neuen Testaments ins Deutsche, die ab 1965 veröffentlichte Jörg-Zink-Bibel. Er wurde für diese Übersetzung angefeindet, sie galt als „Sakrileg an Luthers prägender Sprache“. Sein Liedertext Der Abend kommt wurde in die Regionalausgabe Württemberg des Evangelischen Gesangbuchs aufgenommen. Vier Lieder fanden Eingang in das Mennonitische Gesangbuch (dort die Nr. 40, 116, 145 und 293). Charakteristisch für seine Texte ist das Aufgreifen tradierter christlicher Leitmotive, die in einen neuen Zusammenhang gestellt werden, z. B. in Neue Zehn Gebote oder Die sieben letzten Tage der Schöpfung.
Seit 1970 trat Zink regelmäßig bei den Deutschen Evangelischen Kirchentagen als Redner auf. Meist gestaltete er dort morgendliche Bibelarbeiten, die gut besucht waren. Beim Evangelischen Kirchentag 1981 in Hamburg gestaltete er mit dem Flötisten Hans-Jürgen Hufeisen beispielsweise eine Bibelarbeit vor 15.000 Zuhörern. „Die Bibelarbeiten waren mir wichtig, weil ein Kirchentag ohne Orientierung an der Bibel nicht sein kann“, sagte Zink bei seinem Abschied aus dieser Arbeit 2011. Sein letzter Auftritt auf dem Kirchentag wurde per Video und Großleinwand an die Zuschauer übertragen, da er nach einer schweren Operation nicht selbst am Kirchentag teilnehmen konnte. Matthias Morgenroth zitiert ihn mit den Worten: „Der Kirchentag ist das Beste, was die Kirche den Menschen heute zu bieten hat.“
Seit den 1970er Jahren bereiste Zink Länder des Nahen Ostens, im Besonderen Israel, und produzierte Filme und Bücher über die Religionsgeschichte und Kultur dieser Länder. Ab 1980 tat er dies als freier Publizist, nachdem er vom kirchlichen Dienst beurlaubt worden war. 1980 trat Zink den Grünen bei und wurde zu einem „protestantische[n] Inspirator der Friedens- und Umweltbewegung in den Achtzigerjahren“, wie Matthias Drobinski in seinem Nachruf schrieb. Am 7. November 1996 erhielt Zink für seine Verdienste um die evangelische Publizistik den Wilhelm-Sebastian-Schmerl-Preis.
Zink heiratete 1950 die Musikpädagogin Heidi Renate Daur (1925–2021), die Tochter von Elisabeth und Rudolf Daur. Das Ehepaar bekam drei Töchter, unter ihnen die Epidemiologin Angela Zink, und einen Sohn sowie vier Enkel.

## Würdigungen
Jörg Zink war einer der wichtigsten Sprecher der Friedens- und Ökologiebewegung und wurde hierfür 1983 mit dem Bundesnaturschutz-Preis ausgezeichnet. Im Jahr 2004 wurde er für sein Lebenswerk mit dem Predigtpreis des Verlags für die Deutsche Wirtschaft (Bonn) ausgezeichnet. Im Jahr 2012 wurde ihm die Staufermedaille in Gold des Landes Baden-Württemberg verliehen.
Von Ministerpräsident Winfried Kretschmann wurde Zink 2015 zum Ehrenprofessor ernannt. Kretschmann würdigte Zinks Einsatz in der Friedensbewegung und bei der Gründung der Partei der Grünen. Damit habe der Geehrte entscheidend dazu beigetragen, dass aus einer Protestbewegung eine ernstzunehmende politische Kraft in der Mitte der Gesellschaft geworden sei.

## Schriften (Auswahl)
- Der Begriff des Kompromisses, sein Ort, sein Rang und seine Verwandlung in der theologischen Ethik, Ein Beitrag zum Problem der Weltlichkeit des christl. Handelns. Hamburg 1955, DNB 480587574 (Dissertation Universität Hamburg, Evangelisch-theologische Fakultät, 22. November 1955, 244 S.).
- Womit wir leben können. Kreuz-Verlag, Stuttgart 1963, DNB 450445712.
- Was Christen glauben. 1969. Ergänzte Neuausgabe, Gütersloher Verlagshaus, Gütersloh 2014, ISBN 978-3-579-08505-0.
- Die letzten sieben Tage der Erde. Plakattext für Brot für die Welt mit Grafiken von Heinz Giebeler, Stuttgart 1973.
- Erfahrung mit Gott. Kreuz-Verlag, Stuttgart 1974, ISBN 3-7831-0438-6.
- Licht über den Wassern. Kreuz-Verlag, Stuttgart 1978, ISBN 3-7831-0551-X.
- Was bleibt, stiften die Liebenden. Kreuz-Verlag, Stuttgart 1979, ISBN 3-7831-0581-1.
- Kostbare Erde. Biblische Reden über unseren Umgang mit der Schöpfung. Kreuz-Verlag, Stuttgart 1981, ISBN 3-7831-0617-6.
- Tief ist der Brunnen der Vergangenheit. Kreuz-Verlag, Stuttgart 1988, ISBN 3-7831-0937-X.
- Sieh nach den Sternen – gib acht auf die Gassen. Kreuz-Verlag, Stuttgart 1992, ISBN 3-7831-1201-X (Autobiographie). Neuausgabe. Kreuz-Verlag, Stuttgart 2008, ISBN 978-3-7831-3129-1.
- Neue Zehn Gebote. Kreuz-Verlag, Stuttgart 1995, ISBN 3-7831-1396-2.
- Wo das Rettende wächst. Kreuz-Verlag, Stuttgart 1996, ISBN 3-7831-1467-5.
- Zum Abendmahl sind alle eingeladen. Warum ziehen die Kirchen Grenzen? Kreuz-Verlag, Stuttgart 1997, ISBN 3-7831-1583-3.
- Am Ufer der Stille. Vollst. überarb. und neu gestaltete Ausgabe. Kreuz-Verlag, Stuttgart 2001, ISBN 3-7831-2002-0.
- Der Gang zur Quelle – Über die Taufe. Verlag am Eschbach, Eschbach/Markgräflerland 2001, ISBN 3-88671-238-9.
- Dem Herzen nahe. Verlag am Eschbach, Eschbach 2002, ISBN 3-88671-244-3.
- Nimm’s gelassen – ein Gespräch mit Älterwerdenden. Verlag am Eschbach, Eschbach 2002, ISBN 3-88671-252-4.
- Wie wir beten können. Neu gestaltete Ausgabe (20. Auflage), [6. Auflage]. Kreuz Verlag, Stuttgart / Zürich 2002, ISBN 3-7831-2134-5.
- Die Urkraft des Heiligen. Christlicher Glaube im 21. Jahrhundert. Kreuz-Verlag, Stuttgart 2003, ISBN 3-7831-2327-5.
- Ein paar Schritte an Ihrer Seite – Für Trauernde. Neu gestaltete Ausgabe. Kreuz-Verlag, Stuttgart 2005, ISBN 3-7831-2535-9.
- Schöpfungsglaube. Alles ist gut, denn aus allem spricht Gott. Kreuz-Verlag, Stuttgart 2006, ISBN 3-7831-2778-5.
- Trauer hat heilende Kraft. Kreuz-Verlag, Stuttgart 1985, ISBN 3-7831-0790-3; Neuausgabe: Herder, Freiburg im Breisgau 2014, ISBN 978-3-451-31262-5.
- Ufergedanken. Gütersloher Verlagshaus, Gütersloh 2007, ISBN 978-3-579-06460-4.
- Zehn Wünsche für heute und morgen. Verlag am Eschbach, Eschbach 2008, ISBN 978-3-88671-941-9.
- An den Wassern zu Babel. Wie der Glaube an den einen Gott in die Welt kam. Gütersloher Verlagshaus, Gütersloh 2008, ISBN 978-3-579-06463-5.
- Zwölf Nächte. Was Weihnachten bedeutet. Überarbeitete Neuausgabe. Verlag am Eschbach, Eschbach 2009, ISBN 978-3-88671-979-2.
- Vom Geist des frühen Christentums. Den Ursprung wissen – das Ziel nicht verfehlen. Kreuz-Verlag, Stuttgart 2011, ISBN 978-3-451-61018-9.
- Die Stille der Zeit. Gedanken zum Älterwerden. Gütersloher Verlagshaus, Gütersloh 2012, ISBN 978-3-579-06580-9.
- Aufrecht unter dem Himmel. Gütersloher Verlagshaus, Gütersloh 2012, ISBN 978-3-579-06582-3.
- Die Kinder-Bibel. Mit Bildern von Pieter Kunstreich. Nikol, Hamburg 2012, ISBN 978-3-86820-163-5.
- Das offene Gastmahl. Gütersloher Verlagshaus, Gütersloh 2013, ISBN 978-3-579-06592-2.
- Deine Wege werden kürzer – fürchte dich nicht! Gütersloher Verlagshaus, Gütersloh 2013, ISBN 978-3-579-06594-6.
- Wie wir beten können. Überarbeitete Neuausgabe. Kreuz-Verlag, Freiburg im Breisgau 2015, ISBN 978-3-451-61342-5.
- Die goldene Schnur. Anleitung zu einem inneren Weg. Durchgesehene Neuausgabe. Patmos Verlag, Ostfildern 2025, ISBN 978-3-8436-1594-5.

Bibelübersetzungen